# Tokunošima
Tokunošima (japonsky 徳之島) je jeden z ostrovů souostroví Amami, části souostroví Sacunan na východním okraji Východočínského moře. Je součástí Japonska, kde patří do prefektury Kagošima.
Ostrov má rozlohu přibližně 247 čtverečních kilometrů, v roce 2013 na něm žilo přibližně 27 tisíc obyvatel. Z administrativního hlediska je rozdělen do tří obcí - Tokunošima, Isen a Amagi. Ostrov je obklopen korálovými útesy, nejvyšší bod ostrova má nadmořskou výšku 645 m n. m. Leží přibližně 400 kilometrů jižně od Kjúšú a má vlhké subtropické podnebí.

## Fotogalerie

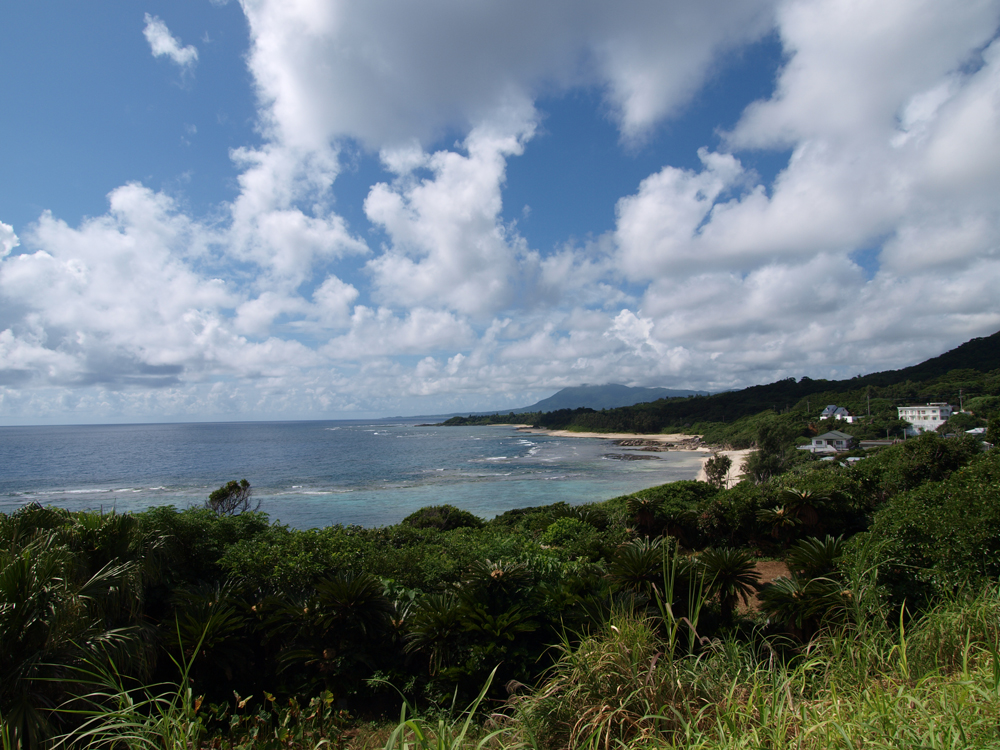
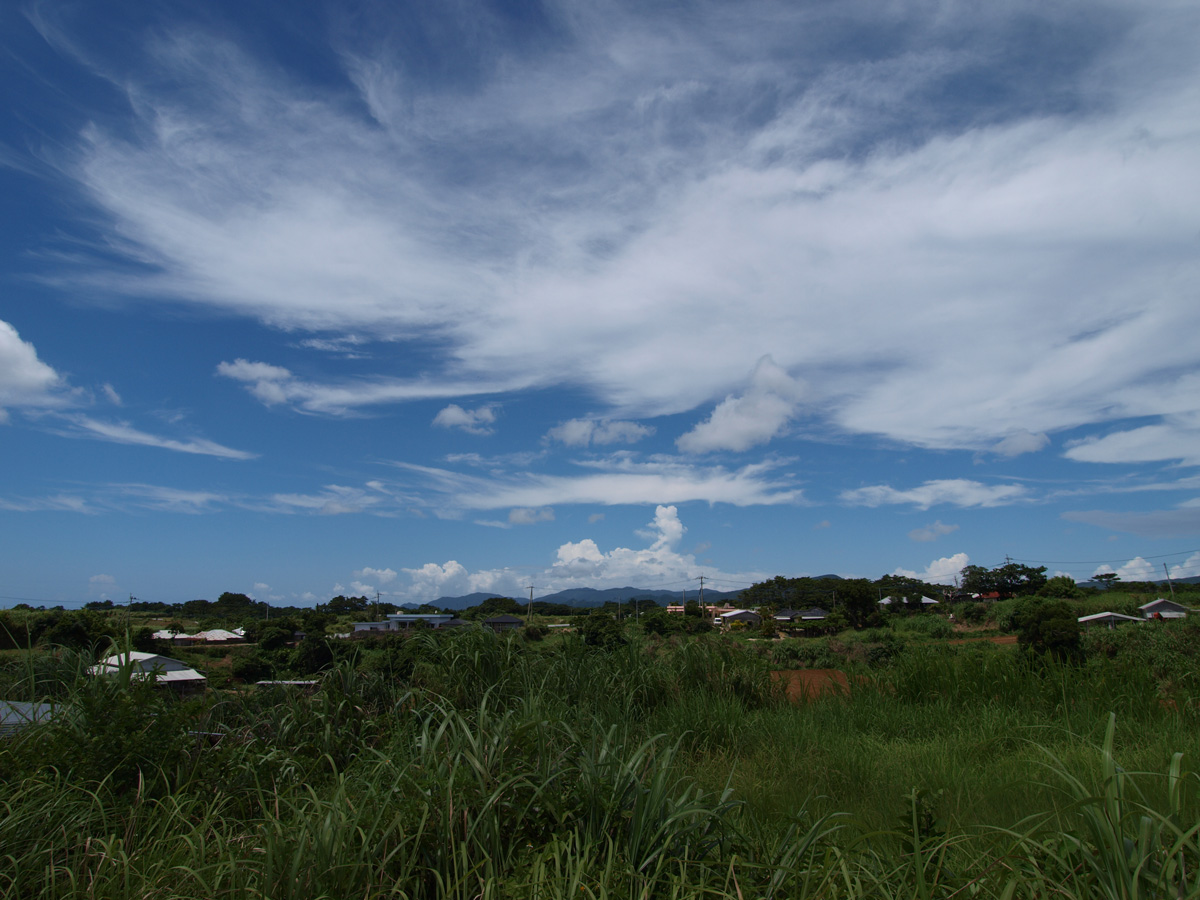
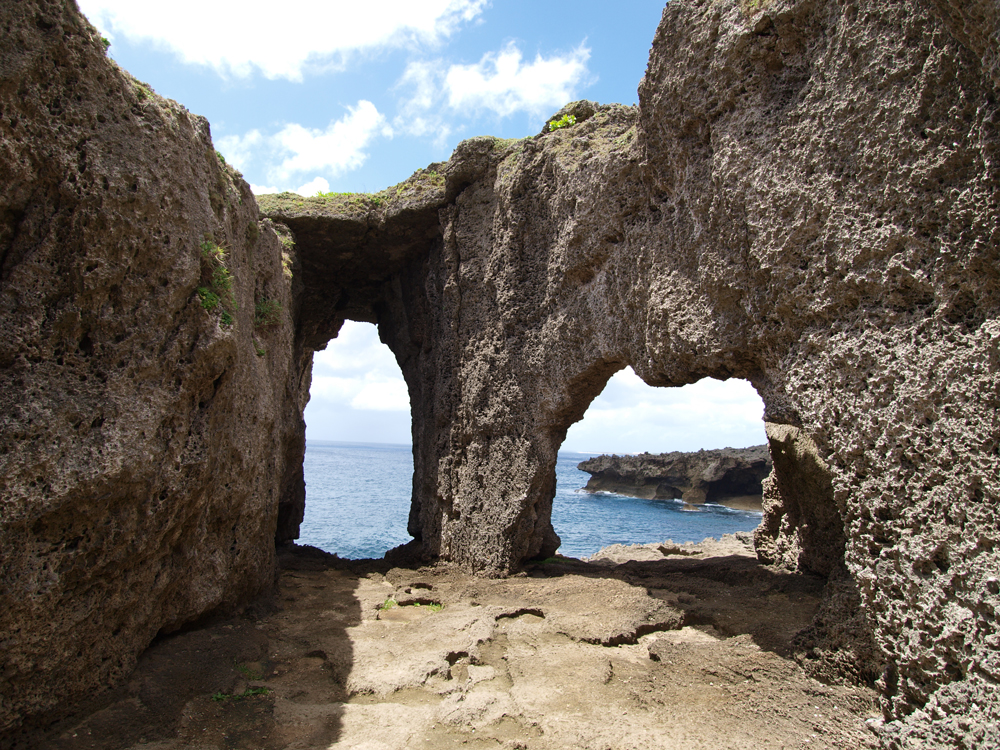
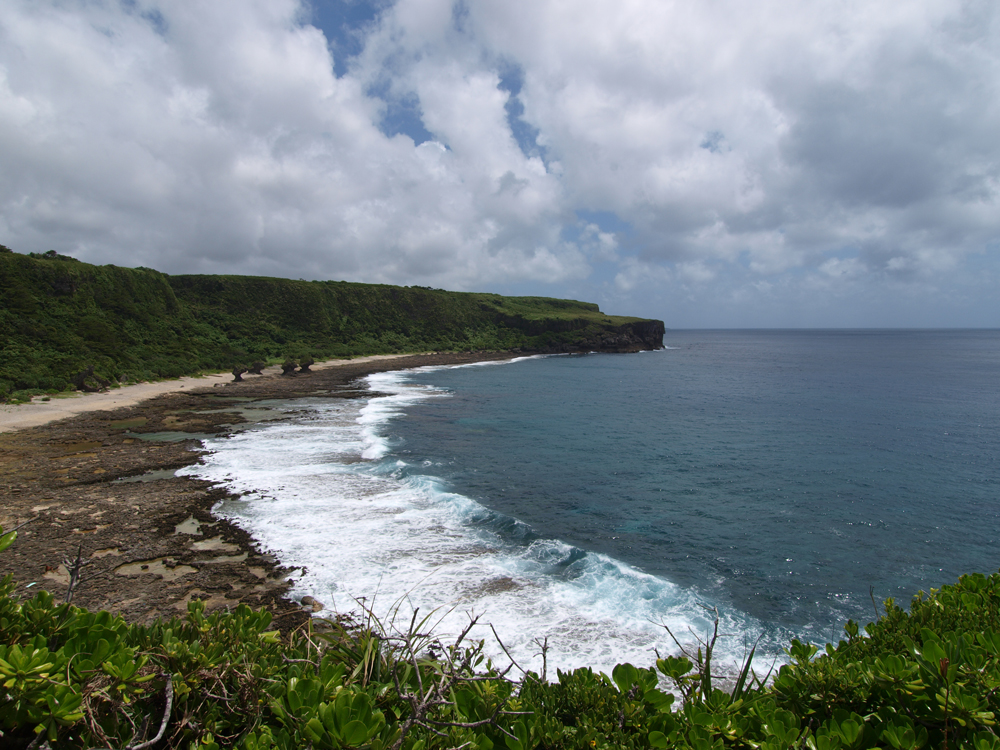

## Světové dědictví UNESCO
V červenci 2021 byla část deštného lesa na ostrově (ve dvou oddělených lokalitách, souhrnná plocha 2 215 hektarů; přibližně 9% rozlohy ostrova) pro svoji jedinečnou biodiverzitu zapsána na seznam světového přírodního dědictví UNESCO současně s dalšími ostrovy souostroví Rjúkjú pod společným názvem „ostrovy Amami Óšima, Tokunošima, severní část Okinawy a Iriomote“. Kritériem pro zápis byl bod (x): obsahuje nejdůležitější a nejvýznamnější přírodní biotopy klíčové pro zachování místní biologické rozmanitosti, včetně takových biotopů, kde se nachází ohrožené druhy rostlin a živočichů výjimečné světové hodnoty z hlediska vědy a ochrany přírody. Z endemických druhů lze např. jmenovat savce Pentalagus furnessi, Tokudaia tokunoshimensis, Murina ryukyuana, Myotis yanbarensis, ptáky Scolopax mira, Larvivora komadori, plazy Goniurosaurus splendens a Protobothrops flavoviridis a další.